# Grups de conques

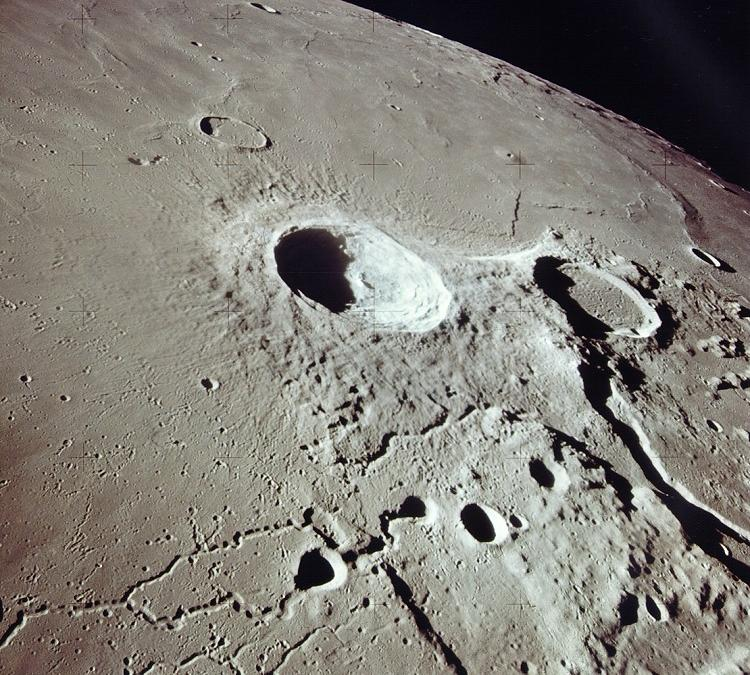
Dos cràters lunars (Aristarc i Heròdot)

Els grups de conques són les nou subdivisions informals en l'escala de temps geològics de la Lluna que constitueixen el Prenectarià juntament amb l'anterior període Críptic. Els grups de conques s'han definit amb l'objectiu de situar les 30 conques d'impacte del Prenectarià en nou grups basant-se en la seva edat. L'edat relativa de la primera conca de cada grup es basa en la densitat del cràter i les relacions de superposició amb les altres conques.
Pel Grup 1 no s'ha establert una edat oficial i la frontera entre el Grup 9 i el Nectarià es defineix per la formació de la conca d'impacte Nectaris. L'edat de la conca Nectaris és una mica polèmica. L'edat citada més sovint és de 3.920 milions d'anys, o més rarament, 3.850 milions. Tanmateix, recentment s'ha suggerit que podria ser molt més antiga, al voltant de 4.100 milions d'anys. Els grups de conques no s'utilitzen com a període geològic als mapes lunars del Servei Geològic dels Estats Units.

## Geologia terrestre
Com que a la Terra no es coneixen amb prou feines mostres geològiques d'aquest període, el Prenectarià lunar s'ha utilitzat com a guia per subdividir l'Hadeà en com a mínim un notable treball científic. La Comissió Internacional d'Estratigrafia no ha reconegut ni aquesta era, ni cap altra subdivisió de l'Hadeà.
El període abasta l'interval de 4.150 Ma a 3.920 Ma. Les primeres molècules autoreplicants (vegeu Hipòtesi del món d'ARN) podrien haver evolucionat a la Terra fa uns 4.000 milions d'anys.